# Obelia (metropolitana di Sofia)
Obelia è una stazione della linea M4 della metropolitana di Sofia. È il capolinea ovest della M4.
La stazione venne inaugurata nel 2003 in superficie, è collocata nel primo stralcio del metrodiametar, e si trova sopra il fiume Kakač. A nord vi è l'interscambio con gli autobus urbani ed extraurbani.